# 深呼吸の必要 (映画)
『深呼吸の必要』（しんこきゅうのひつよう）は、沖縄のサトウキビ畑を舞台にした2004年の青春映画。

## 概要
おじいとおばあの耕作するサトウキビ畑に、期日までにサトウキビの収穫を終わらせるため、若者たちがアルバイト「キビ刈隊」として集められる。過酷なアルバイトの毎日に、垣間見えるそれぞれの過去、悩み、希望。そんな若者たちの間におこる、出会いと葛藤、心の交流が、沖縄の美しい自然の中でさわやかに描かれている。
主題歌は、MY LITTLE LOVERのシングル『風と空のキリム』の中に入っている「深呼吸の必要」。
日本航空が特別協賛となっており、当該映画とのコラボレーションによる沖縄キャンペーンが展開された。また日本航空が提供するラジオ番組『JET STREAM』の中で本作品を基にしたラジオドラマが放送された。
タイトルは、社会への意味深な「警世」などでも知られる（NHKのニュース解説番組「視点・論点」などに不定期出演していた）詩人、長田弘の同名の詩集に因む。
キャストのうち、長澤まさみは、同時期に撮影が行われていた『世界の中心で、愛をさけぶ』とのかけ持ち出演であるが、こちらへの出演が先に決まっていたため、「絶対に日に焼けない」という条件で、『世界の…』の撮影を数週間抜け、こちらの撮影に参加したというエピソードがある。この際、約束どおり日焼けは防いだが沖縄料理の食べすぎで顔･体型が変わってしまい、『世界の…』の監督の行定勲からダイエットを命じられることになる。

## キャスト
メインキャスト
- 立花ひなみ：香里奈（少女期：熊本奈那子）
- 池永修一：谷原章介
- 西村大輔：成宮寛貴
- 土居加奈子：長澤まさみ
- 川野悦子：金子さやか
- 辻元美鈴：久遠さやか
- 田所豊：大森南朋

サブキャスト
- 平良誠（おじい）：北村三郎
- 平良ツル（おばあ）：吉田妙子
- 宮里一雄（飲み屋店長）：上地雄輔
- 太田誠一郎(飲み屋の客) ：久保隆司
- 新里優二郎：山田幸伸
- 医師：泰川恵吾
- 山根修一：久保海晴

## スタッフ
- 脚本：長谷川康夫
- 監督：篠原哲雄
- 音楽：小林武史
- 撮影：柴主高秀
- 照明：長田達也
- 録音：白取貢
- 美術：都築雄二、浅野誠
- 編集：奥原好幸
- 助監督：中西健二、水元泰嗣、新井俊介
- 音響効果：北田雅也
- 脚本協力：飯田健三郎、森下佳子、長澤雅彦
- スタジオ：日活撮影所
- 現像：IMAGICA
- ロケ協力：沖縄フィルムオフィス、平良市、城辺町、下地町、知名町
- 製作者：坂上直行、久松猛朗、川城和実、安田匡裕
- エグゼクティブプロデューサー：遠谷信幸、高野力、黒坂修、熊田忠雄
- 企画：小滝祥平、岡田惠和
- プロデュース：千野毅彦、古川一博、森谷晁育、加藤悦弘
- 特別協賛：コダック、日本航空
- 製作委員会：SHINKOKYU associates（日本ヘラルド映画、松竹、電通、バンダイビジュアル、エンジンネットワーク、IMAGICA、エフエム東京、デスティニー）
- 配給：日本ヘラルド映画、松竹
- 主題歌：My Little Lover「深呼吸の必要」（シングル「風と空のキリム」に収録）